# ルーゴ県
ルーゴ県（ルーゴけん、Provincia de Lugo）は、スペイン北西部の自治州ガリシア州に属する県の1つである。1833年ハビエル・デ・ブルゴスによって創設された。西と南は同州のア・コルーニャ県、ポンテベドラ県、オウレンセ県、東はアストゥリアス州とカスティーリャ・イ・レオン州のレオン県に接する。北は大西洋（カンタブリア海）に面している。ガリシア州を構成する4県のうち、面積は最も広いものの、県人口は353,504人（2010年）で、人口規模ではア・コルーニャ県、ポンテベドラ県に次いで3番目である。県都はルーゴで、県内で最も人口が多く、次いでモンフォルテ・デ・レモス、ビベイロ、ビラルバ、サリア、フォス、リバデオ、ブレーラ、チャンターダと続く。

## 地理
ルーゴ県はガリシア州の北東部に位置し、面積は9856.56 km2、2010年現在の人口は353,504人である。したがって、2010年における人口密度は35.8648 (人/km2)である。
大西洋からの偏西風の影響を受けやすい地域に当たるため、夏に乾燥するスペインの地中海沿岸地域と比較的すると、年間を通して降水の見られる地域である。

### 地勢

#### リア
リア（ガリシア語、ría）とは、深く内陸へと切れ込んだ入り江のことである。
- リア・デ・バルケイロ（Ría do Barqueiro） - ソル川の河口に位置し、ア・コルーニャ県との境界となっている。
- リア・デ・ビベイロ（Ría de Viveiro） - ビベイロの北、ランドロ川河口に位置する。
- リア・デ・フォス（Ría de Foz） - フォスの西側マスマ川河口に位置する。
- リア・デ・リバデオ（Ría de Ribadeo） - エオ川河口に位置する。ガリシア州とアストゥリアス州の境界となっている。

#### 川
県内を流れる川のうち、最も重要なのはオウレンセ県を経て、ポンテベドラ県とポルトガルの国境を流れ、大西洋に注ぐミーニョ川である。他にはミーニョ川の支流である、シル川があり、その流域の渓谷地帯はリベイラ・サクラとして知られ、その景観によって観光業の重要な名所となっており、また、ワインの産地としても知られている。他にはカンタブリア海に注ぐ無数の小規模な河川が存在する。
- ミーニョ川 - メイラ山地に発し、ポルトガルとの国境を流れ、大西洋に注ぐ。県内を北から南に流れる。またア・コルーニャ県との県境を形成している。
- シル川 - レオン県のエル・ビエルソ地区に発し、ミーニョ川に合流する。その大部分がオウレンセ県との県境を形成している。
- ランドロ川 - シストラル山地に源を持ち、リア・デ・ビベイロに注ぐ。
- オウロ川 - シストラル山地に源を持ち、カンタブリア海に注ぐ。
- マスマ川 - トシーサ山地に発し、リア・デ・フォスに注いでいる。
- エオ川 - アンカーレス山地に発し、リア・デ・リバデオに注いでいる。2007年ユネスコによって生物圏保護区に指定された。
- ラドラ川 - コマルカ・ダ・テーラ・チャに発し、ミーニョ川に合流する。
- ナルラ川 - コルノ・デ・ボイ山地に発し、ミーニョ川に合流する。
- アンジョ川 - シストラル山地に発し、ミーニョ川に合流する。
- レア川 - モンシーロ山地に発し、ミーニョ川に合流する。
- ネイラ川 - ポルテーロ山地に発し、ミーニョ川に合流する。
- ナビア川 - アンカーレス山地に発し、アストゥリアス州ナビアで、カンタブリア海に注ぐ。
- カーベ川 - オ・インシオに発し、シル川に注ぐ。
- ロール川 - コウレル山地に発し、シル川に注ぐ。

### 交通
県都のルーゴには、スペインの首都マドリードからの道路（N-6号線）が通っている。
ルーゴ県の鉄道は南北で分断しており、北海岸部を巡る路線へ向かうには、ア・コルーニャ県のベタンソスまで出る必要がある。県都のルーゴには1本の鉄道路線が敷設されており、ベタンソスを経由してア・コルーニャ県の県都ア・コルーニャ方面へ向かうことと、県内のサリアなどを経由してルーゴ県南部の都市モンフォルテ・デ・レモスへ向かうことができる。モンフォルテ・デ・レモスからは、オウレンセ方面へ向かう路線と、レオン方面へ向かう路線が敷設されている。

### 人口
| ルーゴ県の人口推移 1900－2010                           |
|                                                         |
| 出典:INE（スペイン国立統計局）1900年 - 1991年、1996年 - |

## 行政区画

### 主な自治体 （2010年）
人口の4分の1が県都のルーゴに集中している。67のムニシピオ（自治体）があり、県都の次に人口が多いのはモンフォルテ・デ・レモスである。
| 順位 | 自治体                   | 人口   |
| 1    | ルーゴ                   | 97,635 |
| 2    | モンフォルテ・デ・レモス | 19,638 |
| 3    | ビベイロ                 | 16,211 |
| 4    | ビラルバ                 | 15,327 |
| 5    | サリア                   | 13,611 |
| 6    | フォス                   | 9,990  |
| 7    | リバデオ                 | 9,988  |
| 8    | ブレーラ                 | 9,531  |
| 9    | チャンターダ             | 8,951  |
| 10   | ギティリス               | 5,821  |

### コマルカ（州と市の中間単位）と自治体
県内は13のコマルカに分けられる。人口は2009年。
| コマルカ                       | 構成自治体（太字は中心となる自治体）                                                                                 | 数 | 人口（人） | 面積（km2） |
| ------------------------------ | --- | -- | ---------- | ----------- |
| オス・アンカーレス             | ベセレアー、アス・ノガイス、バラージャ、セルバンテス、ナビア・デ・スアルナ、ペドラフィータ・ド・セブレイロ           | 6  | 11,837     | 1,048.7     |
| チャンターダ                   | カルバジェード、チャンターダ、タボアーダ                                                                             | 3  | 15,230     | 462.2       |
| ア・フォンサグラーダ           | バレイラ、ア・フォンサグラーダ、ネゲイラ・デ・ムニス                                                                 | 3  | 6,152      | 679.5       |
| ルーゴ                         | カストロベルデ、オ・コルゴ、フリオル、グンティン、ルーゴ、オウテイロ・デ・レイ、ポルトマリン、ラバデ                 | 8  | 119,568    | 1,362.9     |
| ア・マリーニャ・セントラル     | アルフォス、ブレーラ、フォス、ロウレンサー、モンドニェード、オ・バラドウロ                                           | 6  | 30,717     | 500.9       |
| ア・マリーニャ・オクシデンタル | セルボ、オウロル、オ・ビセード、ビベイロ、ショーベ                                                                   | 5  | 27,668     | 494.8       |
| ア・マリーニャ・オリエンタル   | バレイロス、ア・ポンテノーバ、リバデオ、トラバーダ                                                                   | 4  | 17,322     | 399.8       |
| メイラ                         | メイラ、ポル、リベイラ・デ・ピキン、リオトルト                                                                       | 4  | 5,748      | 311.7       |
| キローガ                       | フォルゴーソ・ド・コウレル、キローガ、リバス・デ・シル                                                               | 3  | 6,206      | 578.0       |
| サリア                         | オ・インシオ、ランカラ、パラデーラ、オ・パラモ、サモス、サリア、トリアカステーラ                                     | 7  | 24,904     | 836.2       |
| テーラ・チャ                   | アバディン、ベゴンテ、カストロ・デ・レイ、コスペイト、ギティリス、ムーラス、ア・パストリーサ、ビラルバ、シェルマーデ | 9  | 44,642     | 1,822.7     |
| テーラ・デ・レモス             | ボベダ、モンフォルテ・デ・レモス、パントン、ア・ポブラ・ド・ブロジョン、オ・サビニャーオ、ソベール                   | 6  | 33,351     | 940.4       |
| ア・ウジョーア                 | アンタス・デ・ウジャ、モンテローソ、パラス・デ・レイ                                                                 | 3  | 10,326     | 417.9       |
| 計                             | | 67 | 355,195    | 9,856.0     |

### 司法管轄区

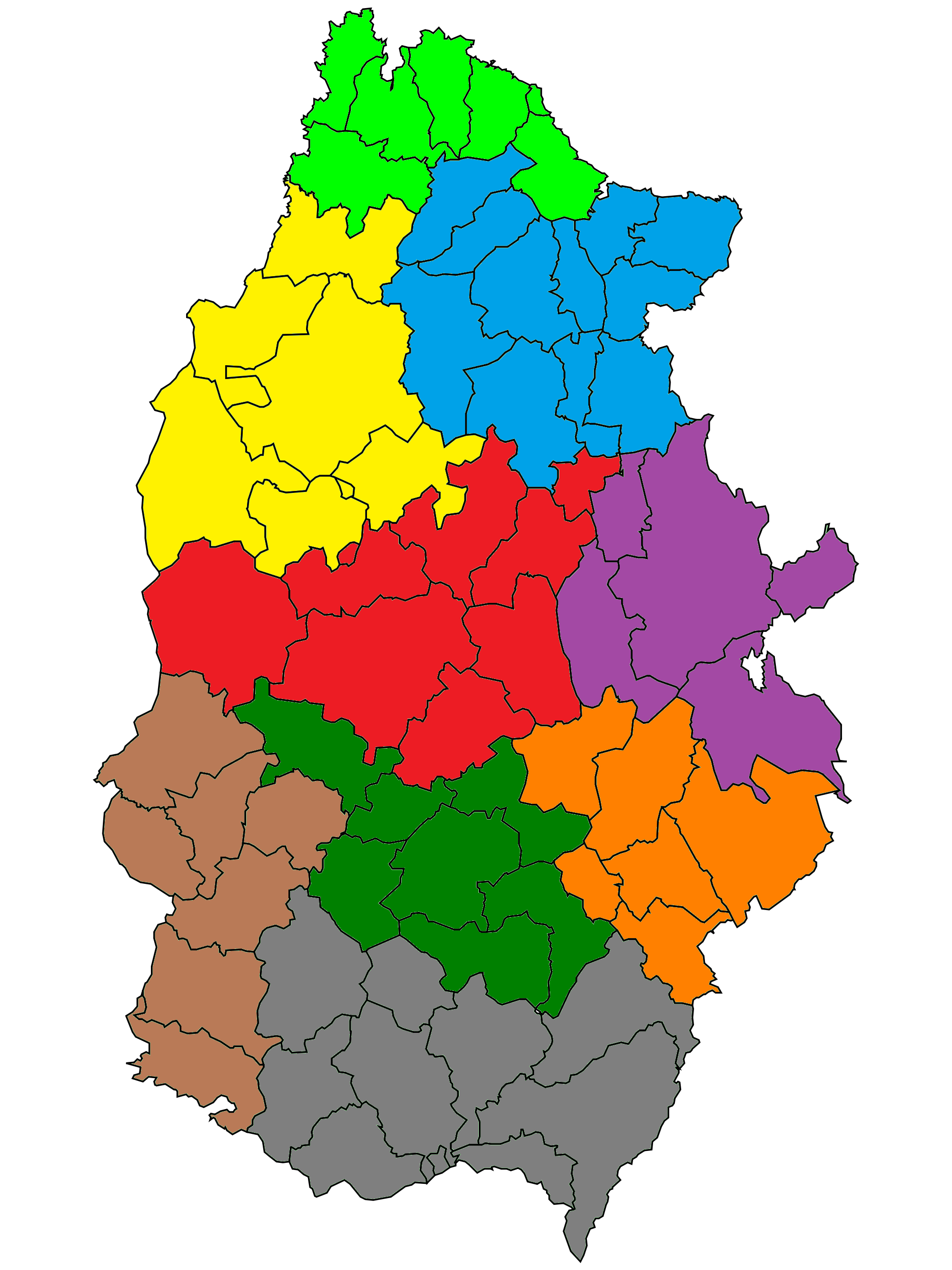
ルーゴ県の司法管轄区

県内は9の司法管轄区に分けられている。太字は中心自治体。
1. モンドニェード司法管轄区[6] - アバディン、アルフォス、バレイロス、ロウレンサー、モンドニェード、ア・パストリーサ、ア・ポンテノーバ、リバデオ、リオトルト、トラバーダ、オ・バルドウロ
2. チャンターダ司法管轄区[7] - アンタス・デ・ウジャ、カルバジェード、チャンターダ、モンテローソ、パラス・デ・レイ、ポルトマリン、タボアーダ
3. ルーゴ司法管轄区[8] - カストロ・デ・レイ、カストロベルデ、オ・コルゴ、フリオル、グンティン、ルーゴ、メイラ、オウテイロ・デ・レイ、ポル、ラバデ
4. ビラルバ司法管轄区[9] - ベゴンテ、コスペイト、ギティリス、ムーラス、ビラルバ、シェルマーデ
5. モンフォルテ・デ・レモス司法管轄区[10] - ボベダ、フォルゴーソ・ド・コウレル、モンフォルテ・デ・レモス、パントン、ア・ポブラ・ド・ブロジョン、キローガ、リバス・デ・シル、オ・サビニャーオ、ソベール
6. ビベイロ司法管轄区[11] - ブレーラ、セルボ、フォス、オウロル、オ・ビセード、ビベイロ、ショーベ
7. サリア司法管轄区[12] - オ・インシオ、ランカラ、パラデーラ、オ・パラモ、サモス、サリア
8. ア・フォンサグラーダ司法管轄区[13] - バレイラ、ア・フォンサグラーダ、ナビア・デ・スアルナ、ネゲイラ・デ・ムニス、リベイラ・デ・ピキン
9. ベセレアー司法管轄区[14] - アス・ノガイス、バラージャ、ベセレアー、セルバンテス、ペドラフィータ・ド・セブレイロ、トリアカステーラ

## 政治

### 県議会
ルーゴ県議会（Deputación de Lugo）の定数は25、現在の議長はガリシア社会主義者党（PSdeG-PSOE）のホセ・ラモン・ゴメス・ベステイロ、議席の内訳はガリシア社会党：11、ガリシア民族主義ブロック（BNG）：2、ガリシア国民党（PPdeG）：12である 。